# Weasel Mania
Weasel Mania è una raccolta della punk band statunitense Screeching Weasel

## Tracce
1. My Right
2. Ashtray
3. Supermarket Fantasy
4. Hey Suburbia
5. Cindy's On Methadone
6. My Brain Hurts
7. What We Hate
8. The Science Of Myth
9. She's Giving Me The Creeps
10. I Wanna Be A Homosexual
11. Jeannie's Got A Problem With Her Uterus
12. Joanie Loves Johnny
13. Peter Brady
14. Totally
15. Leather Jacket
16. Every Night
17. Planet Of The Apes
18. 99
19. I Wrote Holden Caulfield
20. Phasers On Kill
21. You Blister My Paint
22. Cool Kids
23. The First Day Of Summer
24. Racist Society
25. Dummy Up
26. Pervert At Large
27. Speed Of Mutation
28. My Own World
29. Video
30. Sidewalk Warrior
31. Static
32. Bottom Of The 9th
33. Gotta Girlfriend
34. You're The Enemy

## Formazione
- Ben Weasel - voce, chitarra
- John Jughead - chitarra
- Dan Vapid chitarra, basso
- Mass Giorgini - basso
- Dan Lumley - batteria